# Jorge Rodríguez Esquivel
Jorge Rodríguez Esquivel (Toluca, Estado de México, 18 de abril de 1968-8 de agosto de 2024) fue un futbolista mexicano, que jugaba como medio de contención. Fue parte de la Selección de fútbol de México que participó en la Copa Mundial de Fútbol de 1994 realizada en Estados Unidos.
Jugó en Toluca y Santos Laguna, retirándose en 1996 con ellos al padecer del Síndrome de Fisher-Evans. Falleció el día 8 de agosto de 2024 a la edad de 56 años.

## Trayectoria
Inicio con el Club Deportivo Toluca, equipo que gana el Torneo de Copa en 1989, gracias a un gol de él. Jugó en la selección de fútbol de México que participó en la Copa Mundial de Fútbol de 1994.[cita requerida] Fue Campeón de la Copa de Oro de 1993, participó en la Copa América de 1995 y en la Copa Confederaciones de 1995, fue Campeón de Liga con el Club Santos Laguna en 1996. Tuvo que retirarse al diagnosticársele síndrome de Fisher Evans en 1996. [cita requerida]

## Selección nacional

### Participaciones en Copas del Mundo
| Mundial                        | Sede           | Resultado        |
| ------------------------------ | -------------- | ---------------- |
| Copa Mundial de Fútbol de 1994 | Estados Unidos | Octavos de final |

### Participaciones en Copa FIFA Confederaciones
| Copa                           | Sede           | Resultado    |
| ------------------------------ | -------------- | ------------ |
| Copa FIFA Confederaciones 1995 | Arabia Saudita | Tercer lugar |

### Participaciones en Copa América
| Copa              | Sede    | Resultado        |
| ----------------- | ------- | ---------------- |
| Copa América 1995 | Uruguay | Cuartos de final |

## Clubes
| Periodo   | Club   | Apariciones | Goles              |
| --------- | ------ | ----------- | ------------------ |
| 1988-1995 | Toluca | 201         | 40[cita requerida] |
| 1995-1997 | Santos | 60          | 3[cita requerida]  |